# Víctor Hugo Basabe

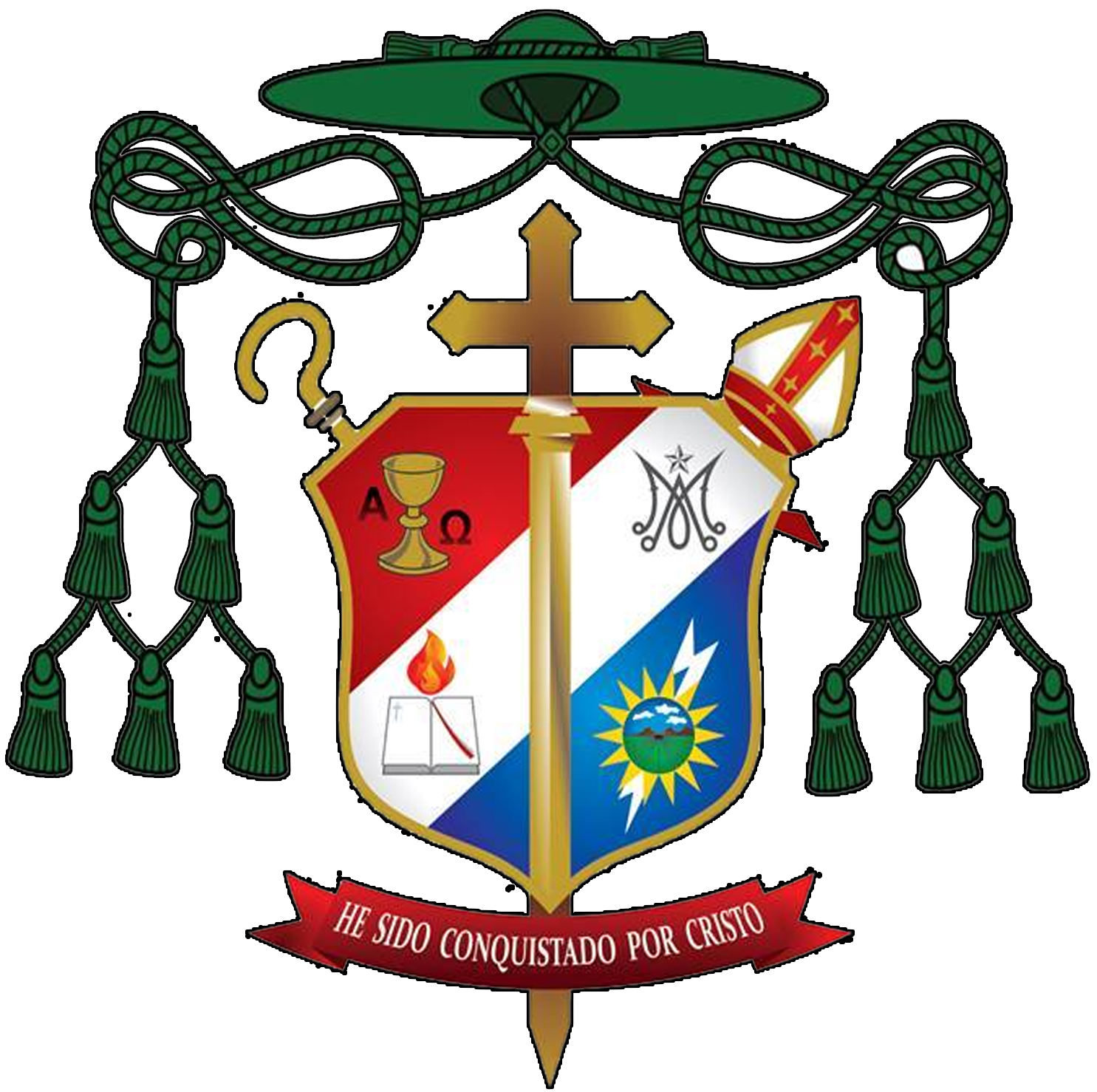
Wappen Víctor Hugo Basabes als Bischof von San Felipe

Víctor Hugo Basabe (* 17. Dezember 1961 in Bobures, Venezuela) ist ein venezolanischer Geistlicher und römisch-katholischer Erzbischof von Coro.

## Leben
Víctor Hugo Basabe studierte vor dem Eintritt in das Priesterseminar Rechtswissenschaft und war als Rechtsanwalt tätig. Nach dem Studium am Priesterseminar in Barquisimeto setzte er seine Ausbildung am Päpstlichen Athenaeum Regina Apostolorum fort und erwarb an der Päpstlichen Lateranuniversität das Lizenziat in Kanonischem Recht. Am 19. August 2000 empfing er die Priesterweihe für das Bistum El Vigía-San Carlos del Zulia.
Neben Tätigkeiten in der Pfarrseelsorge war er Kanzler und Moderator der Diözesankurie. Schließlich wurde er Untersekretär der venezolanischen Bischofskonferenz und im Jahr 2015 deren Generalsekretär.
Papst Franziskus ernannte ihn am 11. März 2016 zum Bischof von San Felipe. Die Bischofsweihe spendete ihm der Bischof von Barinas, José Luis Azuaje Ayala, am 21. Mai desselben Jahres. Mitkonsekratoren waren der Bischof von San Cristóbal de Venezuela, Mario del Valle Moronta Rodríguez, und sein Amtsvorgänger Nelson Antonio Martinez Rust.
Am 5. Oktober 2018 ernannte ihn Papst Franziskus zum Apostolischen Administrator sede plena des Erzbistums Barquisimeto, wodurch die Jurisdiktion des Erzbischofs Antonio José López Castillo ausgesetzt wurde. Seit dem Rücktritt von Antonio José López Castillo am 25. März 2020 verwaltete Basabe das Erzbistum Barquisimeto als Apostolischer Administrator sede vacante.
Am 31. Oktober 2023 ernannte ihn Papst Franziskus zum Erzbischof von Coro. Gleichzeitig wurde er als Apostolischer Administrator von Barquisimeto entpflichtet. Die Amtseinführung in Coro fand am 15. Dezember desselben Jahres statt.